# Samuel B. Maxey
Samuel B. Maxey (Tompkinsville, 1825. március 30. – Eureka Springs, 1895. augusztus 16.) az Amerikai Egyesült Államok szenátora (Texas, 1875–1887).